# Valtierra
Valtierra é um município da Espanha na província e comunidade foral (autónoma) de Navarra. Tem 50,27 km² de área e em 2021 tinha 2 439 habitantes (densidade: 48,5 hab./km²).

## Demografia
| Variação demográfica do município entre 1991 e 2004 | Variação demográfica do município entre 1991 e 2004 | Variação demográfica do município entre 1991 e 2004 | Variação demográfica do município entre 1991 e 2004 |
| --------------------------------------------------- | --------------------------------------------------- | --------------------------------------------------- | --------------------------------------------------- |
| 1991                                                | 1996                                                | 2001                                                | 2004                                                |
| 2508                                                | 2459                                                | 2410                                                | 2433                                                |